# Lynnfield
Lynnfield це кодова назва для чотириядерних процесорів від Intel, випущений у вересні 2009 року. Вони продаються в різних конфігураціях: Core i5-7xx, Core i7-8xx або Xeon X34xx. Lynnfield використовує мікроархітектуру Nehalem і замінює процесори Yorkfield на Penryn основі , використовуючи той же 45 нм техпроцес з новою шиною пам'яті і інтерфейсом. Код виробу для Lynnfield є 80605,  CPUID визначає його як Сімейство 6, модель 30 (0106Ex).
Lynnfield пов'язаний з ранніми Bloomfield і Gainestown мікропроцесорами, які використовуються в серверах і настільних системах високого класу . Основна відмінність між ними полягає у використанні процесорного сокета LGA1156 (Lynnfield) на відміну від LGA1366, який використовується в інших. LGA1156 процесори включають в себе Direct Media Interface і PCI Express, які Intel раніше підключив[джерело?] до процесора з виділеним чипом північного мосту, званого  Контролер-концентратор пам'яті або концентратор (хаб) введення/виведення.
Мобільна версія Lynnfield є Clarksfield.

## Імена марок (брендів)
| Марка   | Модель  | Сегмент ринку          | Тактова частота діапазону | HT     | ECC RAM/ Max RAM |
| ------- | ------- | ---------------------- | ------------------------- | ------ | ---------------- |
| Core i5 | i5-7xx  | Продуктивні десктопи   | 2.66-2.80 ГГц             | немає  | Ні/16 ГБ         |
| Core i5 | i5-7xxS | Продуктивні десктопи   | 2.40 ГГц                  | немає  | Ні/16 ГБ         |
| Core i7 | i7 8xx- | Продуктивні десктопи   | 2.80-3.06 ГГц             | Так    | Ні/16 ГБ         |
| Core i7 | i7-8xxK | Продуктивні десктопи   | 2.93 ГГц (розблоковано)   | Так    | Ні/16 ГБ         |
| Core i7 | i7-8xxS | Продуктивні десктопи   | 2.53 ГГц                  | Так    | Ні/16 ГБ         |
| Xeon    | 34хх    | однопроцесорні сервери | 1.86-2.93 ГГц             | Кілька | Так/32 ГБ        |